# Wolfgang Schaffert (Mediziner)
Wolfgang Schaffert (* 11. September 1948) ist ein deutscher Mediziner.

## Leben
Nach dem Studium der Medizin war er 1996 zusammen mit Rainald Fischer, Herbert Forster, Wolf-Dieter Hirsch, Thomas Hochholzer, Christoph Kruis, Bernhard Lauber, Gertrud Mayer, Kurt-A. Riel, Jörg Schneider, Gabriele Stadler und Walter Treibel Gründungsmitglied und erster Präsident der  Deutschen Gesellschaft für Berg- und Expeditionsmedizin (BExMed). 1998 erlangte er das Diploma in Mountain Medicine.
2016 wurde Wolfgang Schaffert als Ehrenmitglied der  Deutschen Gesellschaft für Berg- und Expeditionsmedizin ausgezeichnet.

## Alpinismus
Als Alpinist nahm er an vielen Touren in den Ost- und Westalpen teil, u. a. Überschreitung des Mont Blanc, Watzmann, Aiguille du Midi-Südwand.
Als Expeditionsarzt begleitete er u. a. die Schwäbische Himalaya-Expedition 1977 zum Lhotse und zum Dhaulagiri VII 1978. Zusammen mit Michael Dacher, Fritz Zintl, Günther Sturm, Siegfried Hupfauer, Otto Wiedemann, Erich Reismüller und Manfred Sturm nahm er unter Leitung von Manfred Abelein 1980 an der Deutschen Tibet Expedition zum Shishapangma teil.